# Circuit de Porrentruy-Courtedoux
 (septembre 2017).
Si vous disposez d'ouvrages ou d'articles de référence ou si vous connaissez des sites web de qualité traitant du thème abordé ici, merci de compléter l'article en donnant les références utiles à sa vérifiabilité et en les liant à la section « Notes et références ».
Cet article concerne le circuit de Porrentruy-Courtedoux. Pour la compétition de sports motorisés, voir Circuit de Porrentruy.
Le circuit de Porrentruy-Courtedoux était un circuit automobile temporaire de 3,636 km établi sur les communes de Porrentruy et Courtedoux, en Suisse. Il a accueilli entre 1947 et 1954 le Circuit de Porrentruy.

## Galerie

### Cartes du circuit

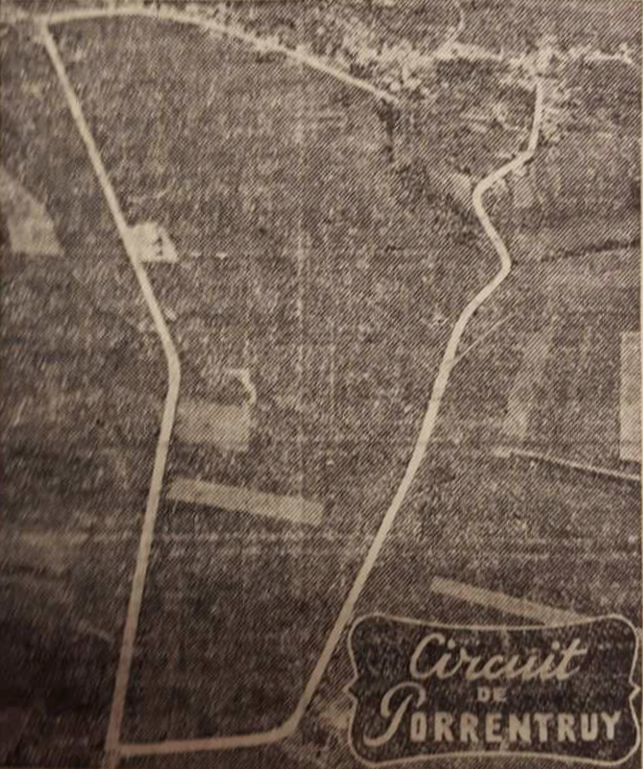
Le Pays, 1952.
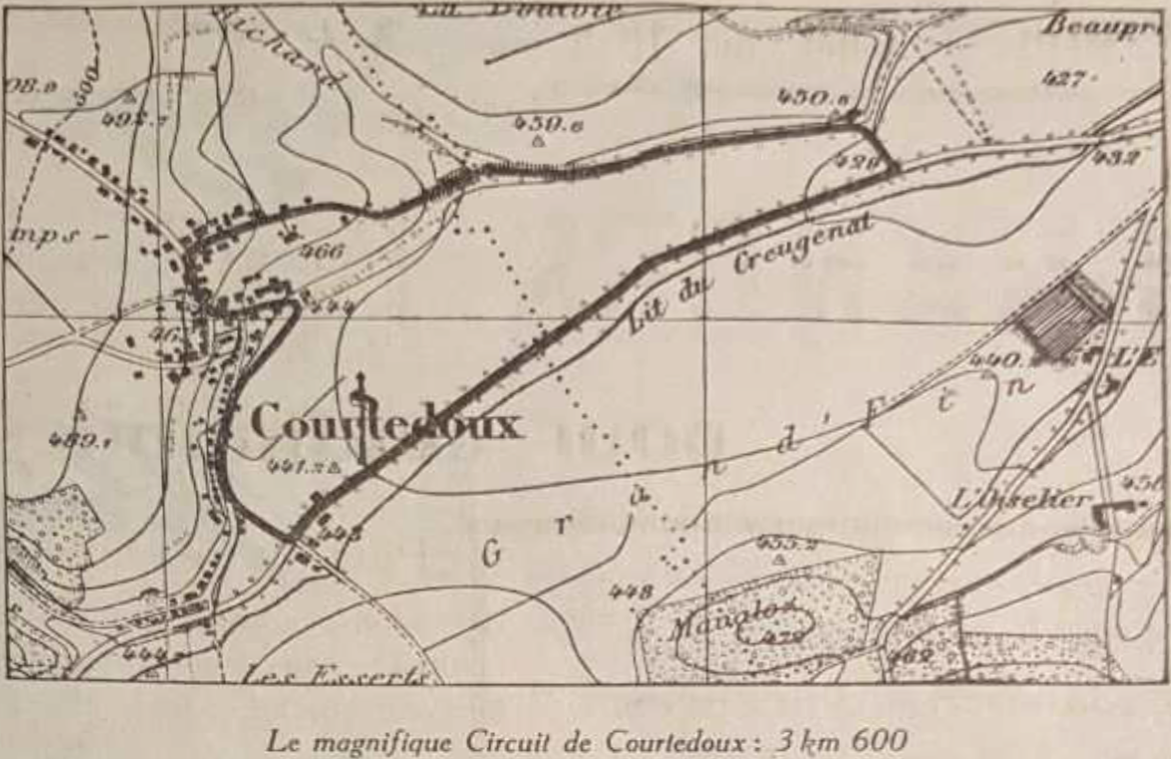
Le Pays, 1954.